# Джон Клилънд
Джон Клилънд (на английски: John Cleland) е английски писател, известен най-вече като автор на еротичния роман Фани Хил.

## Биография
Джон Клилънд е роден през 1709 г. (датата е неизвестна, кръстен е на 24 септември) в семейството на Уилям и Люси Клилънд. Отраства в Лондон, където заможната фамилия Клилънд имат контакти с артистичните и писателски кръгове. През 1721-1723 г. учи в престижното училище „Уестминстър“. Изключен е (причините са неизвестни) в 1723 г. и постъпва в Британската Източноиндийска компания. Изпълнява последователно военна и чиновническа служба, като живее в Бомбай между 1728 и 1740 г. Завръща се във Великобритания, където се разорява и през 1748 г. попада в затвора поради дългове.
Това е времето, когато пише в две части (публикувани съответно на 21 ноември 1748 и 14 февруари 1749 г.) книгата Мемоарите на една лека жена, или Фани Хил. Романът провокира с еротичния си сюжет, проследяващ житейския път и плътски наслади на една проститутка. Фани Хил бързо добива популярност, появяват се и издания, допълнени от анонимни автори. През март 1749 г. той напуска затвора, но срещу него е повдигнато обвинение (ноември същата година) за написването на романа. Клилънд пренаписва Фани Хил и така се появява строго цензурираната версия от 1750 г. Ефектът на съдебните преследвания е твърде нисък, проваля се и опитът на писателя да наложи новата редакция. Издаването на нелегални версии така и не може да бъде спряно.
Успехът на Фани Хил не води до голяма писателска кариера. Текстовете на Клилънд не получават одобрително внимание от читатели и критика. Един от малкото литературни успехи след 1750 г. е издаването на преработена версия на френската книга Речник на любовта (1753 г.). Клилънд насочва усилията си главно към преводаческа дейност и публикуването на литературна критика в периодиката.
Джон Клилънд почива на 23 януари 1789 г. в Лондон и е положен в църковното гробище „Света Маргарет“. Никога не се жени и не оставя наследници.
През 1966 г. в САЩ избухва скандал при публикуването на оригиналната версия на Фани Хил. Стига се до съдебно дело, спечелено от издателя. Официално до 1970 г. във Великобритания остава в сила забраната за представянето на оригиналната версия. През 2006 г. редакционна колегия на най-четеното еротично списание „Плейбой“ избира романът за „най-еротичния роман в историята на човечеството“.